# Tacite (foguete)
O Tacite, foi um foguete de sondagem, desenvolvido pela França, em meados da década de 60, com elementos desenvolvidos para o
foguete Berenice, o ONERA (Office National d'Études et de Recherches Aérospatiales), decidiu criar dois foguetes voltados a estudos científicos. O
primeiro deles foi o Tacite, para tentativa de análise do contrate infra vermelho entre a Terra e o Espaço.

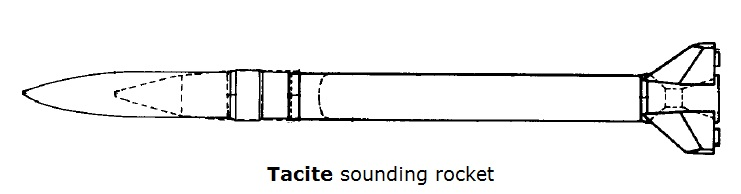
O foguete de sondagem Tacite.

Era um foguete mono estágio usando um motor SEPR 739-2 estabilizado por aletas traseiras dispostas em cruz. Com 7,80 m de altura, diâmetro de 56 cm, empuxo
inicial de 170 kN, e massa total de 2.000 toneladas, conseguia conduzir uma carga útil de 285 kg a um apogeu de 160 km. Esse foguete foi lançado 4 vezes entre
1965 e 1968, com uma falha.